# Errezil

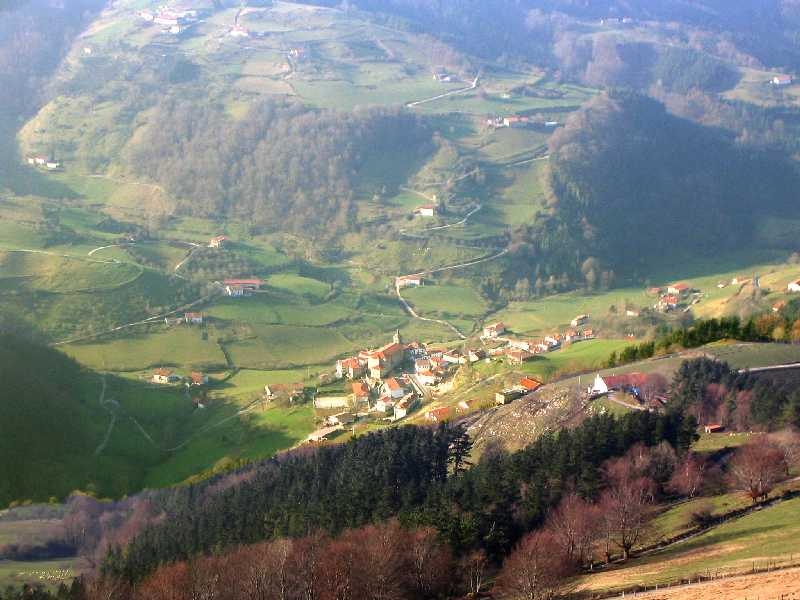
Vue d'Errezil depuis le mont Hernio.

Errezil en basque ou Régil en espagnol est une commune du Guipuscoa dans la communauté autonome du Pays basque en Espagne.

## Géographie
Errezil se situe dans le centre géographique du Guipuscoa, dans la comarque d'Urola Kosta. Errezil se trouve dans la vallée de la rivière qui donne nom à la municipalité, l'Urola. La municipalité possède un relief très accidenté, au nord une série de montagnes comme l'Akategi (996 m), Gazume (941 m) ou Hernio (1 075 m) ferment la vallée de la rivière Errezil avec de grandes inégalités.
Le noyau du village, situé dans le fond de la vallée d'Errezil, se trouve à quelque 300 mètres d'altitude.
Errezil possède une petite enclave au sud de la municipalité appelée Sainte Marine.

## Quartiers
La municipalité a un petit noyau urbain et plusieurs quartiers ruraux dispersés principalement le long de l'axe de la vallée principale. Ces quartiers sont :
- Errezilgo Gunea : c'est le petit noyau où se trouve la place du peuple.
- Artzalluz
- Erdoizta
- Ezama
- Ibarbia
- Letea
- Sainte Marine (ou Argisain) : il forme une enclave de la municipalité où vivent quelques personnes.

## Localités limitrophes
Errezil est à 42 km de la capitale provinciale, Saint-Sébastien et à 10 km d'Azpeitia, la ville importante la plus proche.
Elle est limitée par lesmunicipallités de Zestoa et Aia au nord, Asteasu, Larraul, Bidania-Goiatz et Albiztur à l'est, Beizama au sud et Azpeitia à l'ouest.
L'enclave de Sainte Marine possède des limites avec Legorreta, Bidania-Goiatz, Beizama et Albiztur.

## Histoire
La première mention écrite de cette vallée apparaît en 1027, dans un document de l'évêché de Pampelune étendue par le roi pamplonais Garcés III en restaurant ce siège épiscopal. Dans celle-ci il est mentionné avec le nom d'« Erretzil ».
Avec les villages voisins d'Aia, Beizama, Bidania et de Goyaz a formé la plus grande mairie de Sayaz. Dans les 1563 les mairies ont elles aussi été dissoutes et ses cinq villages ont obtenu l'indépendance et leur propre conseil sous le rang historique d'université. En tout cas les cinq ont été réunies et pendant les siècles suivants ils ont formé l'Union de Sayaz en maintenant un représentant commun des fors (les Assemblées de la province du Guipuscoa).

## Économie
Errezil est une municipalité fondamentalement agricole, bien que la population présente une occupation répartie de manière homogène entre les différents secteurs. Ceci est dû à l'implantation de quelques établissements industriels dans la municipalité et à laquelle une bonne partie de la population, bien qu'elle réside à Errezil, fait travailler les villages proches, sur l'industrie ou les services, en se déplaçant principalement vers la zone d'Azpeitia ou dans une moindre mesure à la comarque de Tolosaldea.
Errezil est une municipalité de tradition agricole. L'agriculture et le bétail ont été ses principales activités économiques le long de son histoire. Des cultures traditionnelles sont le blé, le maïs ou le navet. Le bétail était aussi une importante activité avec des cheptels bovins et ovins principalement.
Le XXe siècle a vu un déclin continu des activités agricole (élevage) à Errezil qui sont allées de paires avec une diminution continue de la population. Toutefois l'activité primaire, centrée sur des exploitations de type familial, des fermes constituent la principale activité économique de la municipalité jusqu'à pratiquement de nos jours. Les caractéristiques particulières du milieu rural basque font qu'actuellement la pratique la plus habituelle est le partage du travail dans d'autres secteurs économiques avec le travail à temps partiel dans les fermes, qui devient une source complémentaire de ressources.
En 1996, 35 % de la population active était encore consacré exclusivement aux activités agricoles et d'élevage, mais durant à peine 5 années ce pourcentage a été réduit à 18 % (2001) avec un déclin générationnel. Cela n'empêche pas que la plupart des exploitations familiales continuent, gérées par ses propriétaires maintenant retraités ou bien comme activité économique à temps partiel. On a recensé quelque 150 exploitations agricoles à Errezil et on calcule que quelque 350 personnes du peuple travaillent à temps complet ou partiel dans ces dernières, plus de la moitié de la population municipale. En tout cas, Errezil présente des taux de travail consacrés à l'agriculture parmi les plus importants de la moyenne basque.
L'industrie est peu développée à Errezil, il y a environ douze entreprises industrielles, parmi lesquelles « Domusa » (Chauffage), une coopérative consacrée à la fabrication de chaudières de chauffage et qui compte un personnel de 120 travailleurs.
Il est habituel que les habitants de Errezil se déplacent vers des municipalités voisines pour travailler.
Les services sont peu développés, en marge d'une douzaine de bars et restaurants.

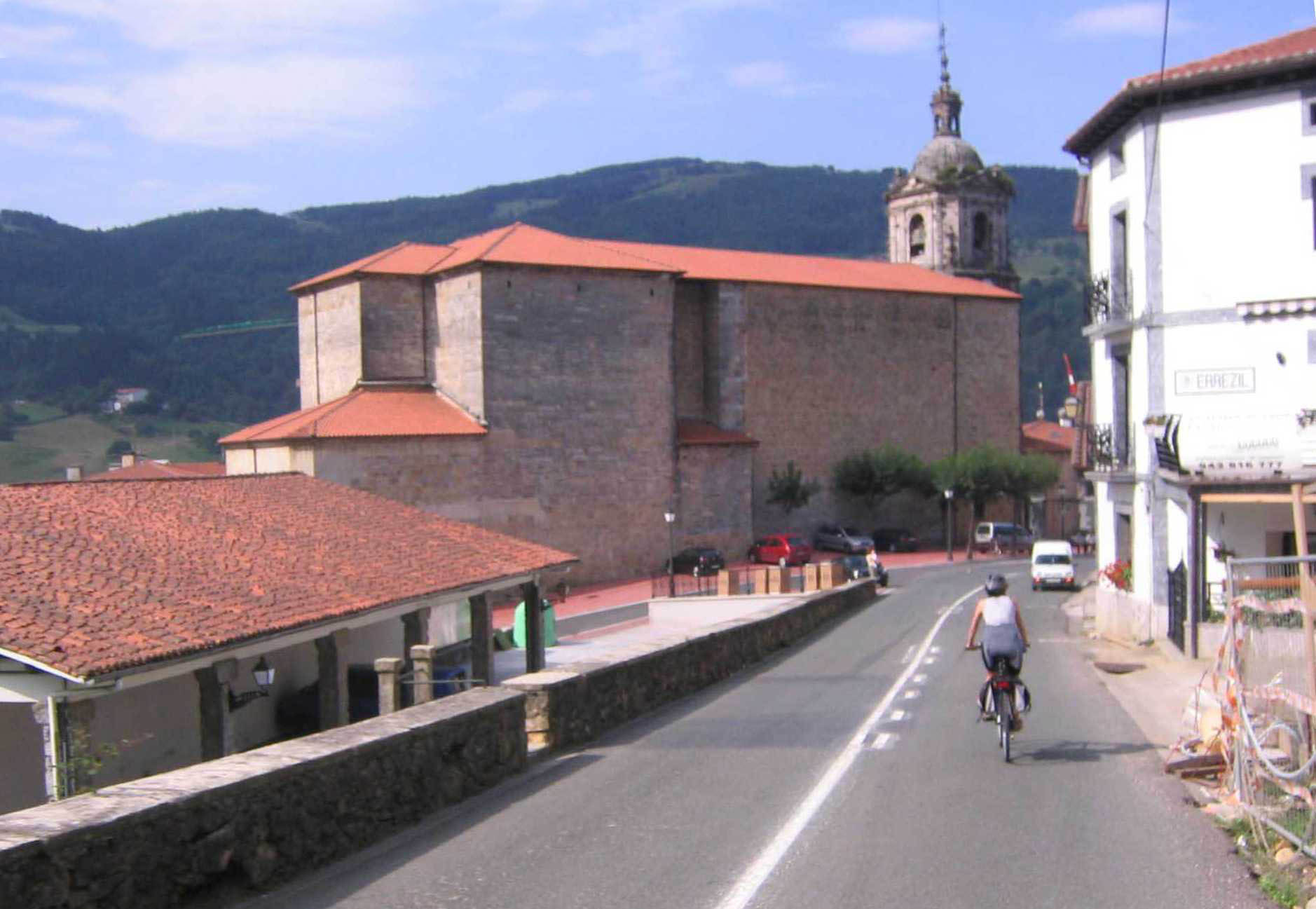
Vue partielle d'Errezil.

## Personnalités liées à la commune
- Saint Domingo Ibáñez de Erquicia (1589-1633): prêtre et missionnaire dominicain, mourut martyrisé lors de l'évangélisation du Japon. Fut béatifié en 1981 et canonisé en 1987. Sa fête se célèbre le 28 septembre.
- Paulino Uzcudun (1899-1985) : boxeur, il fut champion d'Europe des poids lourds entre 1926 y 1929; puis en 1933. Il a disputé deux fois le titre mondial de cette catégorie, ayant perdu plusieurs fois aux points, face à l'allemand Max Schmeling et l'italien Primo Carnera. L'ultime combat de sa vie fut contre Joe Louis.
- Ignacio Eizmendi, "Basarri" (1913-1999) : il est considéré comme l'un des bertsolaris des plus importants du XXe siècle et de ceux qui contribua à moderniser cet art. Fut deux fois champion du Pays basque de bertsolaris, en 1935 et en 1960. De plus il était journaliste, tant radiophonique que de la presse écrite, qui lui donna la réputation et le prestige au Guipuscoa.

### Sources
- (es) Cet article est partiellement ou en totalité issu de l’article de Wikipédia en espagnol intitulé « Régil » (voir la liste des auteurs).